# Badfish
Badfish 是一個美國「斯卡龐克」（融合車庫搖滾與牙買加斯卡舞音樂）風格團體「Sublime樂團」的翻唱樂團，其名稱取自於另一個樂團Sublime於1992年發行的專輯40 oz. to Freedom中一首歌的歌曲名稱「Badfish」。在許多歌迷之中，這個樂團常被熱忱的支持者認為是最好的Sublime翻唱樂團。此樂團以新英格蘭地區為根基，主要在美國東岸巡迴演出。
跟他們所翻唱的Sublime樂團一樣，Badfish擁有三個團員，但是有時他們會在特定的歌曲內增加一個喇叭手或鋼琴手。像是「Date Rape」這首歌。

## 樂團成員
- 迪夫 - 吉他手兼主唱
- 約耳 - 貝斯手
- 史考特 - 鼓手

## 外部連結
- Badfish官方網站（页面存档备份，存于）
- MySpace（页面存档备份，存于）